# トッリータ・ディ・シエーナ
トッリータ・ディ・シエーナ (伊: Torrita di Siena) は、イタリア共和国トスカーナ州シエーナ県にある、人口約7,000人の基礎自治体（コムーネ）。

## 地理

### 位置・広がり

#### 隣接コムーネ
隣接するコムーネは以下の通り。括弧内のARはアレッツォ県所属を示す。
- コルトーナ (AR)
- モンテプルチャーノ
- ピエンツァ
- シナルンガ
- トレクアンダ

### 気候分類・地震分類
トッリータ・ディ・シエーナにおけるイタリアの気候分類 (it) および度日は、zona D, 1899 GGである。
また、イタリアの地震リスク階級 (it) では、zona 3 (sismicità bassa) に分類される。